# Pauline Baynes
Pauline Diana Baynes (Hove, Sussex, Inglaterra, 9 de setembro de 1922 — Dockenfield, Surrey, Inglaterra, 2 de agosto de 2008) foi uma desenhista e ilustradora de livros britânica, nascida na cidade de Hove, Sussex. Ilustrou mais de 100 livros, incluindo diversas obras de J. R. R. Tolkien, e as Crônicas de Nárnia, de C. S. Lewis.

Pauline Diana Baynes.

## Biografia
Filha de Frederick William Wilberforce Baynes, um comissário no Serviço Civél Indiano, e Jessie Harriet Maude Baynes. Depois de passar os primeiros anos na Índia, onde seu pai foi comissário em Agra, ela e a irmã mais velha foram para sua terra natal, a Inglaterra, para estudar. Quando Frederick se aposentou, a família se estabeleceu perto de Surrey, Grande Londres, e Pauline, a filha solteira, tomava conta dos pais durante o dia e fazia ilustrações à noite.
Pauline freqüentou a Slade School of Fine Art, em Londres, onde sua irmã terminava um curso, mas depois de apenas um ano, ela se ofereceu para trabalhar para o Ministério da Defesa, pintando camuflagem. Entretanto, como seu tipo de atenção para detalhes e sua precisão eram habilidades essenciais para o desenho de mapas, logo foi transferida para outro departamento e passou a desenhar mapas. Essa experiência foi muito útil quando ela, mais tarde, desenhou os mapas de Nárnia para Jack (C. S. Lewis), e de Middle-Earth (Terra-Média) para seu amigo J.R.R. Tolkien.
Ao longo dos anos, Pauline Baynes criou muitas ilustrações novas para serem usadas em sobre-capas de livros, bem como coloriu ilustrações originais. Além disso, em 1989, fez uma série de gravuras coloridas de página inteira para dois livros, um chamado A Terra de Nárnia, e o outro, uma linda versão de luxo de O Leão, A Feiticeira e O Guarda-Roupa. Ela foi premiada com a conceituada medalha Kate Greenaway, em 1968, em reconhecimento à sua contribuição à ilustração para crianças.

## A Mulher que Desenhou Nárnia
Lewis gostava de ilustrar seus livros, ele chegou a considerar a possibilidade de ilustrá-lo, mas acabou solicitando uma artista profissional. Pauline Baynes, na época com vinte e poucos anos, tinha ilustrado há pouco o último livro de J.R.R. Tolkien, Mestre Gil de Ham, e Lewis achou que ela podia ser a pessoa ideal para retratar a diversidade de criaturas e pessoas em O Leão, A Feiticeira e O Guarda-Roupa.
Apesar de Lewis não ter se preocupado muito em como as ilustrações deveriam ser, ele havia imaginado algo bem grandioso. Pauline Baynes uma vez disse com franqueza: "Se ele tivesse tido a chance, seriam ilustrações cheias de cor, de Arthur Rackham." Acabou que Pauline fez centenas de desenhos em preto e branco maravilhosamente detalhados para as sete crônicas de Nárnia. Em 1998, ela acrescentou cor a cada um dos aproximadamente 350 desenhos originais, e essas são as ilustrações oficiais até hoje.
O entrosamento entre as histórias de Lewis e as ilustrações de Pauline foi tão bem sucedido que, desde o início, as palavras e os desenhos pareciam ser uma coisa só. C.S. Lewis enviou a Pauline um rascunho de como o Tontópode deveria ser, mas suas descrições de criaturas e lugares eram tão detalhadas que ela raramente teve que recorrer a ele para esclarecimentos. Quando Pauline lhe perguntou como ela deveria desenhar um Paulama, ele respondeu: "Desenhe-o como você quiser." E assim fez ela, seguindo a descrição de Lewis feita na história e foi como o personagem ganhou a sua cara desde então!

## Falecimento
Pauline Baynes morreu dia 2 de agosto de 2008, em sua casa, em Surrey, região metropolitana de Londres. Um mês antes de seu aniversário em que completaria 86 anos. Ainda é lembrada por suas obras junto a C.S. Lewis e J.R.R. Tolkien.